# Пекка Вуорі
Пе́кка Вя́йне Йоха́ннес Вуо́рі (Pekka Väinö Johannes Vuori; *12 листопада 1935, Кійка) — відомий фінський художник-графік, ілюстратор книжок і журналів. 

## З життєпису
Навчався в Інституті мистецтв у 1953-56 роках. 
Вуорі проілюстрував багато дитячих книжок і йому, на думку мистецтвознавців, вдалося привнести новаторство у фінську книжкову ілюстрацію. Крім дитячих книжок ілюстрував статті провідної фінської газети Helsingin Sanomat, зробив обкладинки для творів Арто Паасілінни, також написав портрет письменника.
Вуорі працював ілюстратором New Finland у 1950-60-х роках, у Suomen Kuvalehti (1969–74), а наприкінці 1970-х років — у журналі ET.
Дружина Вуорі — художниця по текстилю Сіркка Вуорі (Sirkka Vuori), дочка Юлія Вуорі (Julia Vuori) — креслярка та ілюстраторка.
Письменниця Лені Тіракарі (Leeni Tiirakari), доктор філософії, написала біографію Пекки Вуорі «Пекка Вуорі, ілюстратор нації» (Pekka Vuori, kansakunnan kuvittaja, Amanita, 2013). Книга містить малюнки, картини та графіку Вуорі за 5 десятиліть.

## Вибрані робати
- Viikset («Вуса», 1969)
- Otto ja Ville, kaksi reipasta rikkojaa (1972), книжка з малюнками, створена для Асоціації захисту дітей Маннергейма
- Leevin kolmas koputus (1974)
- Leevin vuosi (1975)
- Käpälämäki: Suomen kansan satuja (Кепельмекі. Казки фінського народу, 1977; вид. і малюнки)
- Into - parrakas vauva (1985) (вірші Каріни Хелакіси)
- Kadonneet alushameet («Втрачені спідниці», 1987)
- Hullu hajusuola («Божевільно пахне сіль», 1991)
- Romuluksen raketti- ja pakettimatkat («Ракетно-космічні подорожі Ромула», 1992)
- Korvatunturi. Tarinoita joulupukin valtakunnasta («Біль у вусі. Казки з королівства Йоулупукі», 1999)
- Ілюстрації до понад 30 видань

Народні казки у перекладі українською О. С. Завгороднього з ілюстрованої П. Вуорі книги «Ведмежа лапа» ввійшли до видання «Фінські народні казки» (К.: «Веселка», 2000, 158 с.).

## Нагороди
- Церковна кінопремія (1969)
- Державна нагорода індустрії мистецтв (1972 і 1983)
- нагорода визнання Рудольфа Койву (1972)
- Премія Рудольфа Койву (1978, 1982)
- Well Done Books (Токіо, 1985)
- Премія «Графічний дизайнер року» (1987)
- Державна премія з літератури (1988)
- Книга пошани IBBY (1988)
- Лейпцизький книжковий ярмарок (2 почесні відзнаки, 1989)
- Премія Бйорна Ландстрема (1989)
- Почесна книга П'єра Паоло Вержеріо (1989)
- 2-га премія трієнале ілюстрації Міккелі (1993)
- Вершини року (срібна медаль, 1994)
- Медаль Альберта Гебхарда (1998)
- Вершини року (золота медаль, 1999)
- Премія Фінської книжки з малюнками (1999)
- додаткова газетна відзнака (2001)[4]
- Премія Pro Finlandia (2012)[5]